# Cantonul Basse-Pointe
Cantonul Basse-Pointe este un canton din arondismentul La Trinité, Martinica, Franța.

## Comune
| Comune       | Populație (1999) | Cod poștal | Cod INSEE |
| ------------ | ---------------- | ---------- | --------- |
| Basse-Pointe | 3.660            | 97218      | 97203     |